# Indotyphlops fletcheri
Indotyphlops fletcheri — вид змій родини сліпунів (Typhlopidae). Ендемік Індії.

## Поширення і екологія
Indotyphlops fletcheri відомі за типовим зразком, зібраним в горах Нілґірі у Південній Індії.